# Michel Vastel
Pour les articles homonymes, voir Vastel.
Michel Vastel, né le 20 mai 1940 à Saint-Pierre-de-Cormeilles en Normandie et mort le 28 août 2008 à Bedford, au Québec, est un journaliste français et canadien (québécois).

## Biographie
Il est né le 20 mai 1940 à Saint-Pierre-de-Cormeilles, en Normandie. Il fait son service militaire pendant la guerre d'Algérie.
Journaliste, il commence sa carrière, aux faits divers, à Nord Éclair à Tourcoing, puis à Roubaix. Il part ensuite vivre au Canada. 
Venu au Québec à l'âge de 29 ans, sous l'égide de l'Office franco-québécois pour la jeunesse (créé en 1968), il revient s'y installer l'année suivante, en 1970. Il travaille trois ans au ministère des Transports du Québec et au Conseil du patronat, avant de reprendre son métier de journaliste, mais comme analyste politique.
Il est chroniqueur parlementaire au quotidien Le Devoir (à Montréal) de 1976 à 1989 et ensuite aux quotidiens de Gesca : La Presse (à Montréal), Le Soleil (au bureau de Montréal de ce quotidien) et Le Droit (à Ottawa), ainsi que Le Quotidien (de Chicoutimi) depuis Montréal. Lorsque chef de bureau à Ottawa, il déménage dans cette région, puis revient à Montréal en 1995.
Il fut aussi journaliste au Journal de Montréal (de Québecor) et, durant 31 ans, au magazine L'actualité (où il signait un billet et un blogue), ainsi qu'analyste invité à la station de radio CKAC et à la radio de Radio-Canada, de même qu'à la télévision de Radio-Canada et au réseau TVA.
Il meurt d'un cancer de la gorge, le jeudi 28 août 2008 à Bedford, dans les Cantons-de-l’Est, au Québec, à l'âge de 68 ans. La journée même, au petit matin, il annonçait sa « retraite », sur son blogue, dans les termes suivants : 

« Depuis le temps que vous attendiez que je prenne ma retraite. Voilà. On y est. Je rentre dans mes terres, cultiver mes vignes... Vous me manquerez un peu. Mais pas trop. Vous étiez bien indisciplinés parfois. Heureusement c'est Chantal Hébert qui me remplace. Je la connais depuis des années Chantal et je suis très fier que ce soit elle qui reprenne cet espace. Elle a toute la poigne qu'il faut pour vous obliger à voir plus loin que le bout de vos idées toutes faites. Allez. Je vous dis au revoir. On a tout de même fait du bon boulot ensemble! À partir du 2 septembre, c'est chez Chantal que ça va se passer. »

Lui survivent Geneviève, son épouse, et ses trois filles. L'une d'elles, Marie Vastel, est aussi journaliste.

## Œuvres
À partir de 1987, il écrit aussi quelques biographies — souvent aussi vite traduites, ou résumées, en anglais :
- Réal Simard et Michel Vastel, Le Neveu, Montréal, Québec Amérique, 1987, 315 p. (ISBN 978-2-89037-369-3 et 2-8903-7369-X)
  - (en) Réal Simard et Michel Vastel (trad. David Homel), The Nephew: the making of a Mafia hitman [« Le Neveu »], Scarborough, Ontario, Prentice-Hall Canada, 1988, 250 p. (ISBN 978-0-7704-2329-2 et 0-7704-2329-9)
- Michel Vastel, Trudeau : le Québécois, Montréal, Les Éditions de l'Homme, 1989 (réédité en 2000), 320 p. (ISBN 978-2-7619-1595-3 et 2-7619-1595-X, présentation en ligne)
  - (en) Michel Vastel (trad. Hubert Bauch), The outsider: the life of Pierre Elliott Trudeau [« Trudeau : le Québécois »], Toronto, Macmillan of Canada, 1990, 266 p. (ISBN 978-0-7715-9100-6 et 0-7715-9100-4)
- Michel Vastel, Bourassa, Montréal, Les Éditions de l'Homme, 1991, 317 p. (ISBN 978-2-7619-0955-6 et 2-7619-0955-0)
  - (en) Michel Vastel (trad. Hubert Bauch), Bourassa, Toronto, Macmillan of Canada, 1991, 244 p. (ISBN 978-0-7715-9148-8 et 0-7715-9148-9, présentation en ligne)
- Michel Vastel, Lucien Bouchard : en attendant la suite…, Outremont, Lanctôt Éditeur, 1995, 253 p. (ISBN 978-2-89485-009-1 et 2-8948-5009-3)
- Michel Vastel, Landry : le grand dérangeant, Montréal, Les Éditions de l'Homme, 2001, 444 p. (ISBN 978-2-7619-1676-9 et 2-7619-1676-X)
- Michel Vastel, Chrétien : un Canadien pure laine, Montréal, Les Éditions de l'Homme, 2003, 253 p. (ISBN 2-7619-1846-0)
- Michel Vastel, Briser le silence : Nathalie, Outremont, Libre Expression, 2005, 313 p. (ISBN 978-2-7648-0243-4, présentation en ligne)

## Récompenses
- 2005 : Le magazine L'actualité, des Éditions Rogers, a reçu quatre récompenses lors de la 28e édition du concours de la Fondation nationale des prix du magazine canadien : les journalistes Michel Vastel, Benoît Aubin et Jonathan Trudel ont remporté des prix d'or, et René Lewandowski un prix d'argent[4].